# Ambassade du Canada en Irlande
L'ambassade du Canada en Irlande est la représentation diplomatique du Canada en Irlande. Ses bureaux sont situés au 7-8 Wilton Terrace, dans la capitale irlandaise Dublin.

## Mission
Cette ambassade est responsable des relations entre le Canada et l'Irlande et offre des services aux Canadiens en sol irlandais.

## Historique
Un premier haut-commissaire canadien est installé en Irlande en 1928. Avec l'avènement de la république d'Irlande en 1949, le haut-commissariat fait place à une ambassade.
Entre 1954 et 2008, l'ambassadeur résidait au manoir Strathmore, à Killiney. La résidence officielle est maintenant au 22 Oakley Road à Ranelagh.

## Ambassadeurs

### Auprès de l'État libre d'Irlande
- 1939 - 1941 : John Hall Kelly
- 1941 - : John Doherty Kearney
- 1945 - 1946 : Merchant M. Mahoney
- 1946 - 1947 : Edward Joseph Garland
- 1946 - 1949 : William Ferdinand Alphonse Turgeon

### Auprès de larépublique d'Irlande
- 1949 - 1949 : David Johnson
- 1950 - 1950 : Joseph Marc Antoine Jean Chapdelaine
- 1950 - 1955 : William Ferdinand Alphonse Turgeon
- 1955 - 1963 : Alfred Rive
- 1963 - 1965 : Paul Vernon McLane
- 1964 - 1968 : Evan William Thistle Gill
- 1968 - 1972 : James Joachim McCardle
- 1972 - 1976 : Harold Morton Maddick
- 1976 - 1980 : Edgar Ritchie
- 1981 - 1982 : Alan William Sullivan
- 1982 - 1985 : Edgar Benson
- 1985 - 1986 : Gustav Gad Rezek
- 1986 - 1989 : Dennis McDermott
- 1989 - 1994 : Michael A. Wadsworth
- 1994 - 1996 : Barry Michael Mawhinney
- 1996 - 1998 : Michael B. Phillips
- 1998 - 2001 : Ron Irwin
- 2001 - 2002 : William Gusen
- 2002 - 2006 : Mark Moher
- 2006 - 2006 : Christopher William Westdal
- 2006 - 2007 : Carl Schwenger
- 2007 - 2010 : Pat Binns
- 2010 - 2015 : Loyola Hearn
- 2015 - 2019 : Kevin Vickers